# Céline Carzo
Céline Carzo (* 1972 in Nizza) ist eine französische Sängerin.

## Hintergrund
Sie interpretierte den Popchanson Quand je te rêve (dt.: Wenn ich von dir träume) beim Eurovision Song Contest 1990 in Zagreb als Teilnehmerin für Luxemburg. Sie erreichte Platz 13.